# Честерфілд (Нью-Гемпшир)
Честерфілд (англ. Chesterfield) — місто (англ. town) в США, в окрузі Чешир штату Нью-Гемпшир. Населення — 3552 особи (2020).

## Демографія
Згідно з переписом 2010 року, у місті мешкали 3604 особи в 1459 домогосподарствах у складі 1073 родин. Було 1802 помешкання
Расовий склад населення:
| - 97,6 % — білих - 0,6 % — азіатів - 0,2 % — корінних американців - 0,2 % — чорних або афроамериканців |

До двох чи більше рас належало 1,1 %. Частка іспаномовних становила 1,1 % від усіх жителів.
За віковим діапазоном населення розподілялося таким чином: 20,6 % — особи молодші 18 років, 64,1 % — особи у віці 18—64 років, 15,3 % — особи у віці 65 років та старші. Медіана віку мешканця становила 45,8 року. На 100 осіб жіночої статі у місті припадало 102,7 чоловіків;  на 100 жінок у віці від 18 років та старших — 103,0 чоловіків також старших 18 років.
Середній дохід на одне домашнє господарство  становив 107 745 доларів США (медіана — 76 217), а середній дохід на одну сім'ю — 124 272 долари (медіана — 88 935). Медіана доходів становила 58 860 доларів для чоловіків та 61 607 доларів для жінок. За межею бідності перебувало 3,3 % осіб, у тому числі 2,3 % дітей у віці до 18 років та 1,8 % осіб у віці 65 років та старших.
Цивільне працевлаштоване населення становило 1549 осіб. Основні галузі зайнятості: освіта, охорона здоров'я та соціальна допомога — 24,9 %, виробництво — 12,1 %, науковці, спеціалісти, менеджери — 10,7 %, публічна адміністрація — 10,2 %.